# Jean de Fontaney
Jean de Fontaney (Saint Pol de Léon 1643 - La Flèche 1710) jesuïta francès, missioner que va desenvolupar una important tasca com a matemàtic i astrònom a la Xina durant el regnat de l'emperador Kangxi a principis de la dinastia Qing.

## Biografia
Jean de Fontaney va néixer el 17 de febrer de 1643 a Saint Pol de Léon a la Bretanya.
A la Xina va utilitzar el nom de 洪 若 翰 (hong ruo han).
Va fer de professor de matemàtiques i d'astronomia a l'escola dels jesuites de París.
Va morir a La Flèche -Sarthe- (País del Loira) el 16 de gener de 1710.

### Els matemàtics del Rei
El rei francès Lluís XIV, el seu ministre Jean-Baptiste Colbert i el seu successor François Michel Le Tellier, marquès de Louvois, van preparar el projecte d'una missió científica, religiosa i diplomàtica amb l'objectiu d'establir relacions comercials i polítiques amb la Xina. En aquest procés també hi va intervenir la demanda del jesuïta flamenc Ferdinand Verbiest, que mitjançant una carta dirigida als seus superiors i la participació del confessor del rei, el Pare Lachaise, va demanar més recursos materials i humans per a la missió a la Xina.
Jean de Fontaney era el de més edat del grup format per Jean-François Gerbillon, Joachim Bouvet, Louis Le Comte i Claude de Visdelou, i va anar-hi com a superior de la resta. Com a objectiu inicial tenien el mandat d'evitar la tutela dels jesuïtes portuguesos, que tenien el monopoli d'actuació a l'Àsia ("padroado") com a resultat del Tractat de Tordesillas de 1494.
El 3 de març de 1685 van sortir del port de Brest per anar fins a Macau. Van arribar a Ningbo el 23 de juliol de 1687 i a Pequín el 1668.
El 1699 va fer un primer viatge a Europa, va tornar a la Xina el 1701 i el 1703 va tornar un altre cop a França via Londres.

### Relació amb l'emperador Kangxi
El 1693, l'emperador afectat d'una greu malaltia i molta febre no va trobar remei en la medicina tradicional xinesa. Bouvet i Gerbillon van demanar ajut a Fontaney que havia portat "quinquina" (cinchona officialis). El medicament va produir efectes immediats i l'emperador com a mostra de gratitud els va obsequiar amb una casa i uns terrenys, on posteriorment s'hi va construir l'Església de Beitang, o Església del Salvador a Pequín, inaugurada el 9 de desembre de 1703. Tot plegat ho explica Fontaney en una carta dirigida al Pare Lachaise (de La Chaise, en l'original), datada el 15 de febrer de 1703.

### Activitat apostòlica
Quan Jean de Fontaney quan va arribar per primer cop a la Xina, va començar a predicar a Nanjing i a Canton, fins que el 1693 l'emperador Kangxi el va convocar a la capital.
El maig de 1706 va ser nomenat vicerector del noviciat de París i el 1707 rector de l'escola Reial de La Fleche.

### Activitat científica
Abans d'anar cap a l'Extrem Orient, van ingressar a la Reial Acadèmia Francesa de les Ciències, i es van encarregar de realitzar observacions astronòmiques per tal de determinar les posicions geogràfiques dels diversos llocs que visitarien.
Fontaney i els altres missioners aprofiten els seus viatges per complir el seu paper d'observador-geògraf, resultats que transmeten a Europa. Malgrat que la informació, està dirigida a un públic acadèmic, la disponibilitat de les publicacions enviades demostra un objectiu de difusió més ampli. De fet, la mobilitat dels missioners els permet calcular la posició geogràfica de diversos paràmetres que utilitzen en la realització de mapes i diagrames per a la Reial Acadèmia de Ciències de París. També va fer observacions astronòmiques, segons consta el escrits de Gerbillon, recollits en l'obra de Du Halde.